# Aristolochia buchtienii
Aristolochia buchtienii är en piprankeväxtart som beskrevs av Oswald Schmidt. Aristolochia buchtienii ingår i släktet piprankor, och familjen piprankeväxter. Inga underarter finns listade i Catalogue of Life.